# دیگو مارتینز (بازیکن فوتبال، زاده ۱۹۹۲)
دیگو مارتینز (انگلیسی: Diego Martínez؛ زادهٔ ۵ ژوئیهٔ ۱۹۹۲) بازیکن فوتبال اهل آرژانتین است.
از باشگاه‌هایی که در آن بازی کرده‌است می‌توان به باشگاه فوتبال ریور پلاته و باشگاه فوتبال نیویورک سیتی اشاره کرد.